# Romagné
Romagné (bret. Rovenieg) – miejscowość i gmina we Francji, w regionie Bretania, w departamencie Ille-et-Vilaine.
Według danych na rok 1990 gminę zamieszkiwało 1591 osób, a gęstość zaludnienia wynosiła 59 osób/km² (wśród 1269 gmin Bretanii Romagné plasuje się na 399. miejscu pod względem liczby ludności, natomiast pod względem powierzchni na miejscu 333.).